# Кормо (Эн)
Кормо́ (фр. Cormoz) — коммуна во Франции, находится в регионе Рона — Альпы. Департамент — Эн. Входит в состав кантона Сен-Тривье-де-Курт. Округ коммуны — Бурк-ан-Брес.
Код INSEE коммуны — 01124.

## География
Коммуна расположена приблизительно в 350 км к юго-востоку от Парижа, в 85 км севернее Лиона, в 27 км к северу от Бурк-ан-Бреса.
На востоке коммуны протекает река Севрон, а на западе — река Сан-Морт.

## Климат
Климат полуконтинентальный с холодной зимой и тёплым летом. Дожди бывают нечасто, в основном летом.

## Население
Население коммуны на 2010 год составляло 625 человек.
| 1962 | 1968 | 1975 | 1982 | 1990 | 1999 | 2010 |
| ---- | ---- | ---- | ---- | ---- | ---- | ---- |
| 708  | 640  | 572  | 550  | 502  | 512  | 625  |

## Администрация
| Период | Период | Фамилия        | Партия | Примечания |
| ------ | ------ | -------------- | ------ | ---------- |
| 1995   | 2008   | Лоран Шаванель |        |            |
| 2008   | 2012   | Ален Донги     |        |            |
| 2012   | 2020   | Пьер Рьонди    |        |            |

## Экономика
В 2010 году среди 382 человек трудоспособного возраста (15—64 лет) 284 были экономически активными, 98 — неактивными (показатель активности — 74,3 %, в 1999 году было 73,0 %). Из 284 активных жителей работали 267 человек (161 мужчина и 106 женщин), безработных было 17 (5 мужчин и 12 женщин). Среди 98 неактивных 34 человека были учениками или студентами, 39 — пенсионерами, 25 были неактивными по другим причинам.

## Фотогалерея

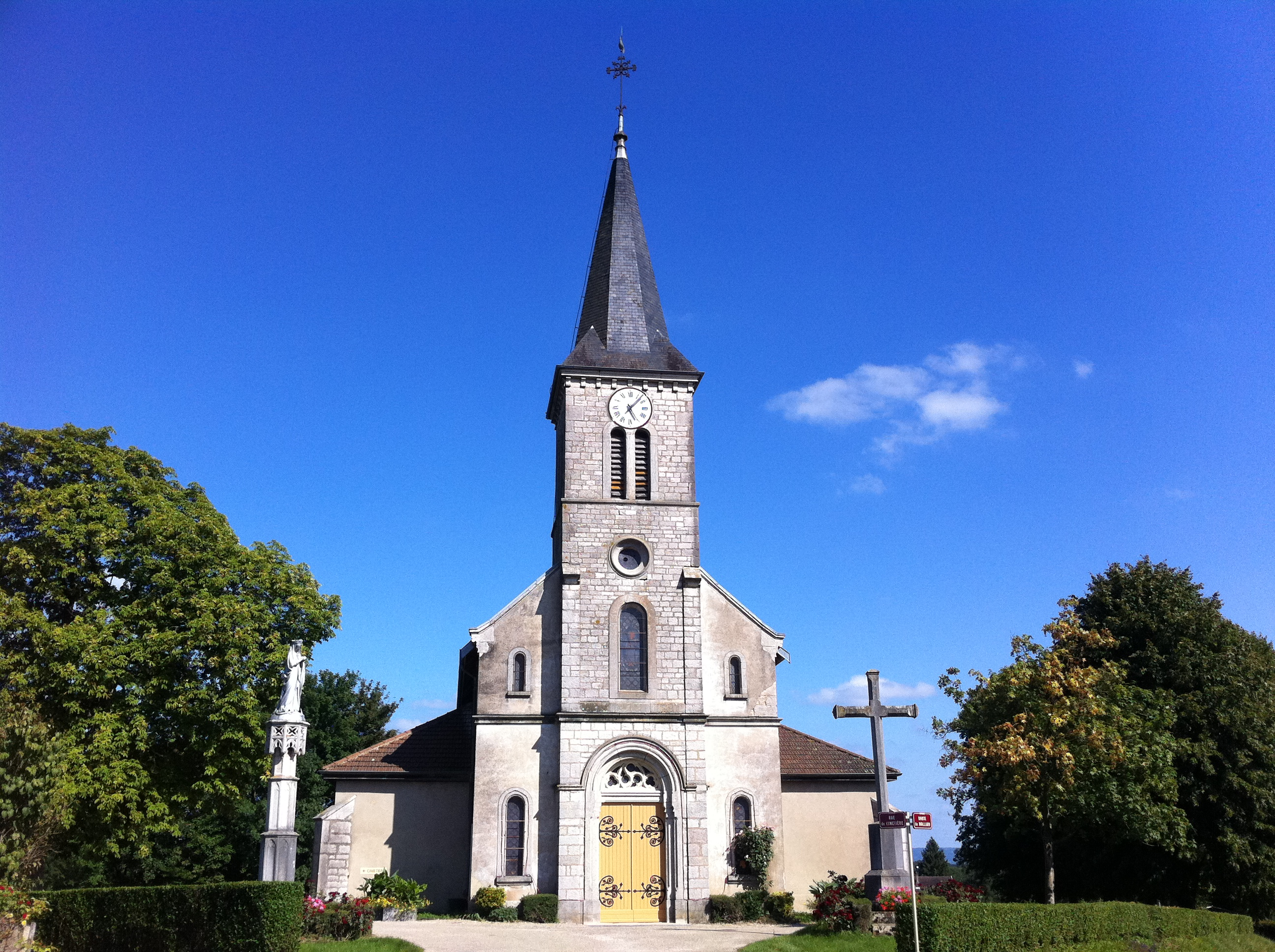
Церковь Св. Панкратия
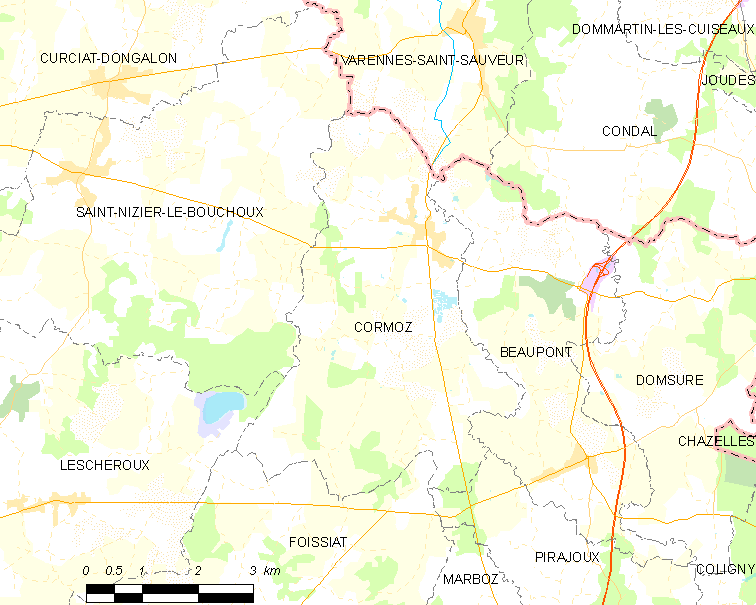
Карта коммуны